# セトミノカサゴ
セトミノカサゴ（学名：Parapterois heterura）は、フサカサゴ科に属する魚類。アフリカ南岸から日本の沖、インドネシアに分布し、通常粒の細かい砂や泥などの柔らかい海底をもつ湾でみられる。水深40メートルから300メートルの水深において見つかる。ふつうほとんど体を動かさないで生活し、時として砂中に潜ることもある。本種は明るい色をした胸びれを見せつけることによって、捕食者を驚かしたり、獲物を追いつめたりする。この行動は、他のミノカサゴにおいてもみられる。観賞魚として流通することもある。

## 形態
セトミノカサゴは最大で全長38cmまで成長するが、ほとんどの標本はそれよりずっと小さく、成魚の全長はたいてい11cmほどである。本種の背鰭は9本の軟条と、13本の棘があり棘のそれぞれの先端はフィラメント状になっている。尻びれには2本の棘と7から8本の軟条がある。尾びれの両端の鰭条にもフィラメント状の伸長がある。棘には毒があり、刺されると危険である。
セトミノカサゴは同属種のParapterois macruraと外見がとてもよく似ている。この二種の違いはセトミノカサゴのみがふたつの後外鼻孔間のくぼみに鱗をもつことである（ただし、セトミノカサゴのインド西部、南アフリカ、モザンビークの沖でみられる個体群においては例外が認められ、これらは別種である可能性もある。）。また成魚において目の上端が、セトミノカサゴにおいては第一背鰭の鰭条の基底部よりも下部にあるが、P.macruraにおいては上部にあるという違いもある(未成魚においては、両種ともに下部にある可能性がある。)。このように、二種を区別するのは頭部の形状におけるささいな違いであり、鰭条や軟条、鰓篩の数や、頭部以外の形状においては大きな違いは無い。

## 分布
本種は二つの分離された分布域をもつとみられる。ひとつは南アフリカのナタール沖の海域で、もうひとつは日本、インドネシア、ニューギニア島、オーストラリアを含むインド太平洋の中央海域である。日本においては相模湾以南の各地でみられる。

## 生態

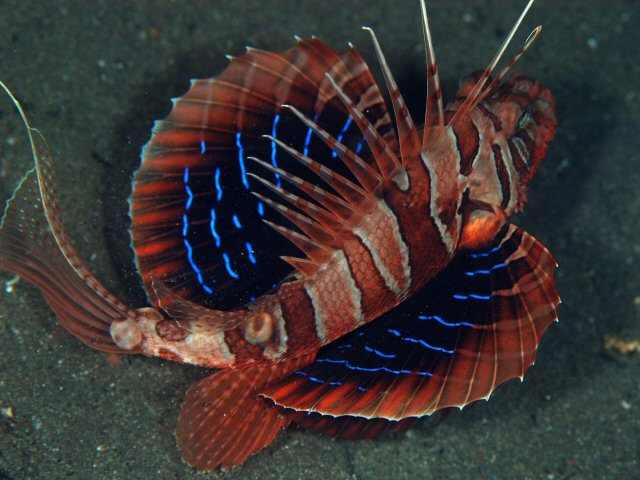
胸びれを広げた様子

セトミノカサゴは夜行性で、日中は砂の中に体の一部を埋めていることがあり見つけるのは難しい。明るい色をした胸びれは、本種が捕食者を驚かす際などにも広げられるが、その主な目的は獲物を追いつめることだとみられる。本種は小魚や底生の無脊椎動物を捕食する。

## 人間との関係
本種は観賞魚として流通することがあるほか、底引き網によってまれに漁獲されるが、食用魚としての価値はもたない。